# 苏里 (演员)
拉马拉克什马南·穆图查米（英語：Ramalakshmanan Muthuchamy，1977年8月27日—）或稱藝名苏里（英語：Soori），印度男演员和喜剧演员，主要出现在考萊塢。出演作品如電影《白月卡巴迪隊》（2009年）、《孫達拉潘迪安》（2012年）、《潘迪亞的王國》（2013年）、《地區》（2014年）、《薩米2》（2018年）和《夺权：第一部》（2023年）。其中他在《夺权：第一部》中的表現贏得影評界及觀眾的高度讚賞。

## 早年
蘇里1977年8月27日生於泰米尔纳德邦马杜赖。未在電影界取得演出機會之前，他曾當過清潔工，同時參加各種試鏡。演藝事業初期，身為藝界新人的他常在各種電影中扮演未掛名的小角色。

## 外部連結
- 苏里在互联网电影资料库（IMDb）上的資料（英文）